# Frères Carvajal
Pour les articles homonymes, voir Carvajal.

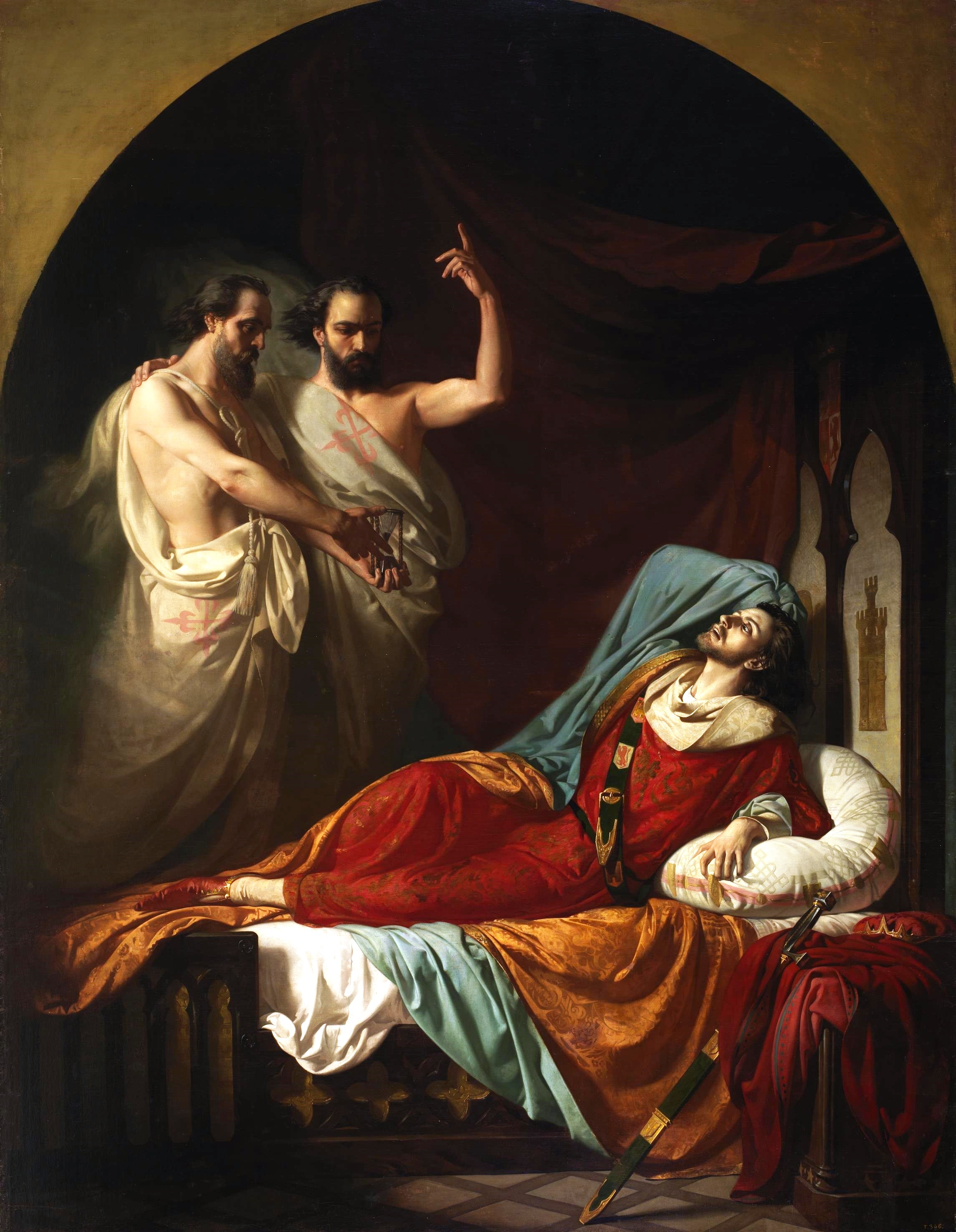
Últimos momentos de Fernando IV el Emplazado, huile sur toile de José Casado del Alisal (1860), palais du Sénat, Madrid. La toile montre les deux frères Carvajal annonçant la mort de Ferdinand IV de Castille 30 jours après la leur.

Les frères Carvajal (en espagnol : hermanos Carvajal) est le nom par lequel sont désignés Juan Alfonso de Carvajal et Pedro Alfonso de Carvajal, qui étaient chevaliers et commandeurs de l'ordre de Calatrava et étaient au service du roi Ferdinand IV de Castille.
Ils ont été condamnés à mort par le roi en 1312 et jetés du sommet de la Peña de Martos (Jaén).

## Mort des frères Carvajal et de Ferdinand IV
En 1312, alors que le roi Ferdinand IV se trouve dans la ville de Palencia, il apprend la nouvelle de la mort du chevalier Juan de Benavides, favori du roi, des mains de deux hommes. On détermine que les auteurs du crimes sont les frères Carvajal, chevaliers de l'ordre de Calatrava.
Plus tard, après une visite à Jaén, Ferdinand IV se dirige vers la commune de Martos : les frères Carvajal se trouvant là-bas, le roi les condamne à mort. Selon la légende — il n'y a en effet aucune chronique de l'époque mentionnant cet épisode —, ils sont condamnés à être enfermés dans une cage en fer dont les bords sont couverts de pointes affilées vers l'intérieur, puis à jeter ces cages du sommet de la Peña de Martos. Selon la Crónica de Fernando IV — qui le retranscrit de la même manière que celle utilisée dans la Crónica de Alfonso XI —, les frères Carvajal, avant d'être exécutés, ont enjoint au roi de comparaître devant Dieu sous trente jours pour la mort injuste que le monarque leur avait donnée.
La Crónica de Fernando IV, écrite vers 1340, presque 30 ans après la mort du roi, relate la mort de Ferdinand IV dans le chapitre XVIII de l'œuvre et décrit la mort (quoique sans précision sur la façon dont ils ont été exécutés) des frères Carvajal, qui a eu lieu 30 jours avant celle du roi.
En effet, le roi Ferdinand IV meurt à Jaén le 7 septembre 1312, soit exactement trente jours après l'exécution des frères Carvajal. C'est la raison pour laquelle son surnom, « l'Ajourné », lui est attribué.

## Sépulture des frères Carvajal
Martín Ximena Jurado (es), historien et chroniste de Jaén du XVIIe siècle, décrit dans son œuvre Catálogo de los Obispos de las Iglesias Catedrales de Jaén y Anales eclesiáticos de este Obispado (« Catalogue des Évêques des Églises Cathédrales de Jaén et Annales ecclésiastiques de cet évêché », (1654) l'église royale de Santa Marta (es) de la ville de Martos, où gisent les restes des frères Carvajal, exécutés par ordre du roi Ferdinand VI. En décrivant la tombe de 1312, le chroniste apporte des informations supplémentaires sur la mort du monarque et des frères :

« Et sous elle on voit sur le mur un tout petit arc, et, humble, près du sol et au-dessus de lui, l'inscription suivante, qui manifèste être la sépulture des deux frères chevaliers Carvajales, qui ont été jetés de la Peña de cette ville par ordre du roi Don Ferdinand Quatrième, appelé l'Ajourné, pour être mort dans le délai que lui ont signalé ces chevaliers en lui donnant rendez-vous avec le Tribunal divin pour l'injustice dont ils disent être les victimes. »

Croix de l'ordre de Calatrava, duquel étaient membres les frères Carvajal.

Il décrit ensuite l'inscription sur la sépulture :

« En l'an 1310, par ordre du roi Don Ferdinand Quatrième de Castille l'Ajourné, furent jetés de la Peña Pedro et Juan Alfonso de Carvajal, frères, Commandeurs de Calatrava, et furent enterrés dans cette sépulture. Don Luís de Godoy, et le licencié Quintanilla, Chevaliers de l'Abito, Visiteurs généraux de ce parti, ont fait rénover cette mémoire en l'an 1595. »

## La Croix des pleurs

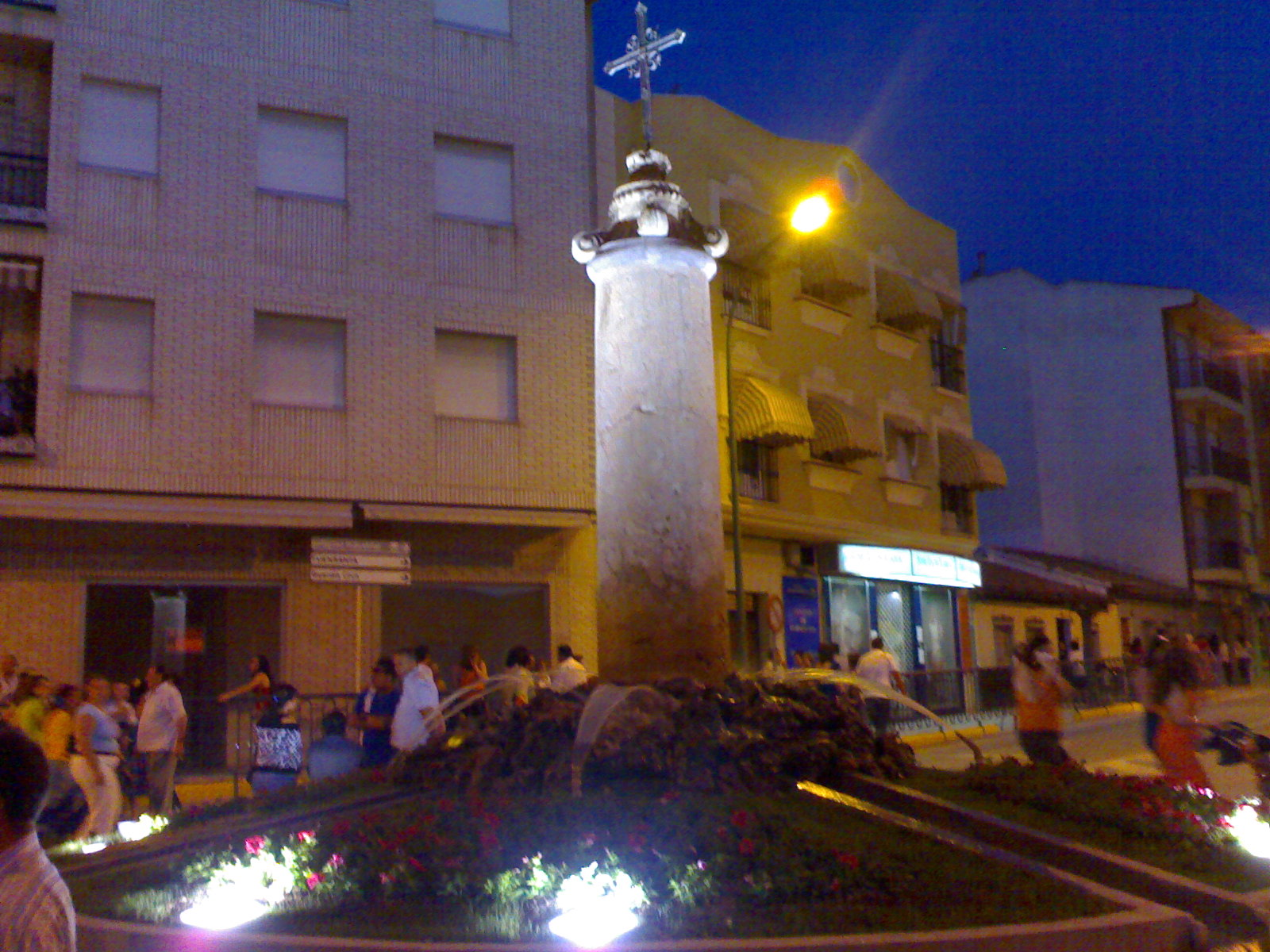
La Croix des pleurs à Martos.

Dans la ville de Martos, à l'endroit où la tradition affirme que s'était arrêtée la cage dans laquelle avait été placés les frères Carvajal lors de leur exécution, et où la foule a pleuré le destin de ces deux hommes, une croix fut érigée sur une colonne de pierre et fut appelée « Cruz del Lloro » (« Croix des pleurs »), comme symbole de la compassion des locaux.